# Italia ai XII Giochi olimpici invernali
L'Italia partecipò ai XII Giochi olimpici invernali, svoltisi a Innsbruck, Austria, dal 4 al 15 febbraio 1976, con una delegazione di 60 atleti, 11 delle quali donne. L'Italia chiuse questa edizione al decimo posto con una medaglia d'oro, due d'argento e una di bronzo.

## Medagliere per discipline
| Sport      | Oro | Argento | Bronzo | Totale |
| ---------- | --- | ------- | ------ | ------ |
| Sci alpino | 1   | 2       | 1      | 4      |
| Totale     | 1   | 2       | 1      | 4      |

## Medaglie d'oro
| Medaglia | Nome       | Sport      | Evento          |
| -------- | ---------- | ---------- | --------------- |
| Oro      | Piero Gros | Sci alpino | Slalom speciale |

## Medaglie d'argento
| Medaglia | Nome             | Sport      | Evento          |
| -------- | ---------------- | ---------- | --------------- |
| Argento  | Gustav Thöni     | Sci alpino | Slalom speciale |
| Argento  | Claudia Giordani | Sci alpino | Slalom speciale |

## Medaglie di bronzo
| Medaglia | Nome          | Sport      | Evento         |
| -------- | ------------- | ---------- | -------------- |
| Bronzo   | Herbert Plank | Sci alpino | Discesa libera |